# 2017年の出版
2017年の出版（2017ねんのしゅっぱん）では、2017年（平成29年）の出版に関するできごとについてまとめる。
2016年の出版 - 2017年の出版 - 2018年の出版

## 出版関係の出来事
出版社の設立・倒産、文庫・新書の創刊、雑誌の創刊・休刊、ミリオンセラーの出版などを記載。特記した場合を除き、創刊、休刊・廃刊、復刊の日付は、それぞれ創刊号、最終号、復刊号の発売日である。

### 2月
- 15日 - 学習雑誌『小学8年生』（小学館）が創刊[1]。

### 3月
- 2日 - 季刊プロ野球情報誌『プロ野球ai』（日刊スポーツ出版社）が17年4月号で休刊[2]。
- 17日
  - 季刊誌『日経会社情報』（日本経済新聞社）が2017春号で休刊[3]。
  - 月刊ファッション誌『Soup.』（スープ）が5月号で紙媒体を休刊[4]。
- 29日 - 月刊誌『実話ドキュメント』（マイウェイ出版）が5月号で休刊[5]。
- 31日 - 茨城県で刊行している日刊紙『常陽新聞』が休刊[6]。

### 4月
- 4日 - 季刊誌『考える人』（新潮社）が2017年春号で休刊[7]。
- 6日 - 不定期刊高校野球情報誌『輝け甲子園の星』（日刊スポーツ出版社）が「第89回センバツ速報」で休刊[2]。
- 22日 - 月刊格闘技専門誌『ゴング格闘技』（イースト・プレス）が6月号(300号)で休刊[8]。
- 26日 - 文藝春秋は、『ナンバー』特別増刊号（引退したフィギュアスケート選手の浅田真央の特集）の増刷と、累計20万部越えを発表[9]。
- 28日 - 英ファッション誌の日本版『Violet Book Japan』が創刊[10]。

### 5月
- 9日 - 月刊漫画誌『パチプロ7』（綜合図書）が6月号で休刊。
- 16日 - 月刊誌『ゲームラボ』（三才ブックス）が6月号で休刊[11]。
- 25日 - ファッション誌『bis』（光文社）がプレ創刊号で復刊[12]。
- 29日 - 月刊誌『月刊新聞ダイジェスト』（新聞ダイジェスト社）が4月に刊行した2017年5月号をもって休刊すると購読者に対して通知していたことが判明[13][14]。

### 6月
- 13日 - 月刊誌『Windows100%』（晋遊舎）が7月号(通巻225号)で休刊[15]。
- 23日 - 月刊シニアライフスタイル誌『GG』（GGメディア）が創刊[16]。

### 7月
- 18日 - 主にビジネス関連書籍の出版を手がけていた日新報道が東京地裁から破産開始決定を受ける[17]。
- 22日 - 月刊漫画誌『シルフ』（KADOKAWA）が9月号で休刊、WEB雑誌『ピクシブシルフ』に移行[18]。

### 10月
- 5日 - 主にノンフィクション雑誌・書籍等を手がけていた三五館が経営不振のため事業を停止。事後処理を弁護士の木村晋介に一任した[19]。
- 20日 - 小学館は6月に発行した子ども向け図鑑『小学館の図鑑NEO きのこ』で、毒キノコを誤って食用と記載した箇所があったとして回収すると発表[20]。
- 31日 - 住宅情報誌『週刊住宅』や資格本を発行していた週刊住宅新聞社が東京地裁から破産開始決定を受ける。なお『週刊住宅』は別会社により発行が継続されている[21]。

### 11月
- 1日 - コンピュータ関連書籍や文芸書、絵本を出版していたきんのくわがた社が東京地裁から破産開始決定を受ける[22]。
- 12日 - 女性雑誌「vikka」（三栄書房）が11月12日発売の12月号で休刊[23]
- 21日 - 集英社は同社が発行している『ジャンプスクエア』に連載中の「るろうに剣心 -明治剣客浪漫譚-」が、原作者の不祥事により12月4日発売号から当面の間休載することを発表[24]。
- 25日 - 青春出版社のマネー専門月刊誌BIG tomorrowが2018年1月号で休刊[25]

### 12月
- 8日 - 高校生向け雑誌『HR』（グラフィティ）がこの日の発売をもって休刊[26]。
- 9日 - 総合月刊誌『WIRED日本語版』（コンデナスト・ジャパン）がVOL.30で休刊[27]。
- 15日 - 隔月刊フットサル専門誌『フットサルナビ』（ガイドワークス）が1月号で休刊[28]。
- 22日 - 1993年に創刊した女性向け季刊ファッション誌『Zipper』（祥伝社）がこの日の発売をもって休刊[29]。
- 28日 - 月刊ゴルフ漫画雑誌「GOLFコミック」(秋田書店)が2018年2月号で休刊[30]。
- 29日 - スキージヤーナルは経営悪化を理由に、月刊誌『スキージャーナル』及び『剣道日本』を2018年1月号をもって休刊することを発表[31]。